# فهرست برندگان جایزه نوبل اهل ترکیه
ترکیه‌ای ها تا کنون دو جایزهٔ نوبل را کسب کرده‌اند.

## برندگان
| سال  | نام          | جایزه  |
| ---- | ------------ | ------ |
| ۲۰۰۶ | اورهان پاموک | ادبیات |
| ۲۰۱۵ | عزیز سنجر    | شیمی   |